# Élection présidentielle kosovare de 2016
L' élection présidentielle kosovare de 2016 a lieu le 26 février 2016 au scrutin indirect. Elle abouti à l'élection de Hashim Thaçi en tant que Président de la République du Kosovo.

## Mode de scrutin
Le président du Kosovo est élu pour un mandat de cinq ans renouvelable une seule fois au suffrage indirect par les 120 membres de l'Assemblée, à bulletin secret,. Cette élection doit se dérouler au moins 30 jours avant la fin du mandat du président sortant.
Pour se présenter, un candidat doit obtenir les signatures de soutien d'au moins trente députés. Ces derniers ne peuvent donner leur soutien qu'à un seul candidat. 
Est élu  à la présidence le candidat recueillant une majorité des deux tiers du total des députés, soit 80 voix. À défaut, un second tour est organisé dans les mêmes conditions. Si aucun candidat n'est élu au bout des deux premiers tours, un troisième est organisé entre les deux candidats ayant obtenu le plus de voix au deuxième tour. Est alors déclaré élu le candidat recueillant la majorité absolue du total des députés, soit 61 voix.
Si aucun candidat n'est élu à l'issue du troisième tour, l'assemblée est dissoute et des élections législatives convoquées dans les quarante cinq jours. Une nouvelle élection présidentielle est organisée après la prise de fonction des nouveaux députés.

## Candidats
| Candidat et parti politique               | Candidat et parti politique | Candidat et parti politique | Principale(s) fonction(s) politique(s)                         | Commentaires |
| ----------------------------------------- | --------------------------- | --------------------------- | -------------------------------------------------------------- | --- |
| Hashim Thaçi Parti démocratique du Kosovo |                             |                             | Premier vice-Premier ministre Ministre des Affaires étrangères | À la suite des élections législatives de 2014, le PDK et la LDK forment un gouvernement. Le pacte prévoit que Thaçi occupe le poste de Vice-Premier ministre jusqu'à l'élection présidentielle de 2016. Il est donc le candidat de la coalition gouvernementale. |
| Rafet Rama Parti démocratique du Kosovo   |                             |                             | Député à l'Assemblée du Kosovo                                 | |

## Incidents
Des affrontements ont lieu dans Pristina entre les forces de l'ordre et une centaine de manifestants de l'opposition lors de la session de l'Assemblée. Des gaz lacrymogènes sont lancés dans l'enceinte de l'hémicycle.

## Résultats
|                        | Hashim Thaçi           | PDK                    | 50      | 92,59   | 64      | 96,97   | 71      | 100     |  |  |  |  |  |  |
|                        | Rafet Rama             | PDK                    | 4       | 7,41    | 2       | 3,03    | Retrait | Retrait |  |  |  |  |  |  |
|                        |                        |                        |         |         |         |         |         |         |  |  |  |  |  |  |
| Majorité requise       | Majorité requise       | Majorité requise       | 80 voix | 80 voix | 80 voix | 80 voix | 61 voix | 61 voix |  |  |  |  |  |  |
|                        |                        |                        |         |         |         |         |         |         |  |  |  |  |  |  |
| Votes valides          | Votes valides          | Votes valides          | 54      | 66,67   | 66      | 81,48   | 71      | 87,65   |  |  |  |  |  |  |
| Votes blancs et nuls   | Votes blancs et nuls   | Votes blancs et nuls   | 27      | 33,33   | 15      | 18,52   | 10      | 12,35   |  |  |  |  |  |  |
| Total                  | Total                  | Total                  | 81      | 100     | 81      | 100     | 81      | 100     |  |  |  |  |  |  |
| Abstention             | Abstention             | Abstention             | 39      | 32,50   | 39      | 32,50   | 39      | 32,50   |  |  |  |  |  |  |
| Inscrits/Participation | Inscrits/Participation | Inscrits/Participation | 120     | 67,50   | 120     | 67,50   | 120     | 67,50   |  |  |  |  |  |  |

## Source
- Albeu